# Златна орда
Златната орда (на тюркски: Алтын Орда, Улус Джучи; на монголски: Зүчийн улс) е държава с център в Долното Поволжие. Основана е през 1243 г. от монголския хан Батъй (1237 – 1255, известен и като Бату) – син на Джучи и внук на Чингиз хан.
До 1266 г. хановете на Златната орда признават властта на великия хан в Каракорум, а после – в Ханбалък (днешен Пекин). Основната маса от номадското население на Златната орда съставляват куманите. Уседналото население включва волжки прабългари, мордовци, марийци, хорезмийци. От 1312 г. е ислямска държава. Изчезва през 16 век.

## Територия
По време на най-голямото си териториално разширение Златната орда включва по-голямата част от земите между Кавказ и р. Днепър, на изток с обширни територии от Сибир, а на юг границата ѝ се оформя от Черно море, Кавказките планини и териториите на държавата Илханат.

## Наименование
Произходът на името „Златна орда“ е неясен. Някои учени смятат, че е свързван с двореца на хан Бату и на неговите наследници. На кумански Алтън ордон или Алтан ордон означава Златен дворец (лагер, стан). Алтан (златен) също така се е считал и за имперски цвят. Други източници споменават, че хан Бату е притежавал златна шатра, от което произлиза името Златна орда.

## Монголски произход
Преди смъртта си Чингис хан разделя Монголската империя между своите 4 синове. Най-западните окупирани от монголците територии, включвали Южна Русия и днешен Казахстан, първоначално са поверени на най-големия му син Джучи, който почива преди баща си (по всяка вероятност убит по негова заповед) и затова са дадени на внуците му:
- Бату, който става владетел на Синята орда, и
- Орда, който става владетел на Бялата орда.

## Нашествие на запад
През 1235 г. Бату заедно със своя велик военачалник Субетей започва нашествие на запад, като покорява племената на башкирите и поема към Волжка България през 1236 г. От там продължава експанзията си на юг, като през 1237 г. превзема южните степи на днешна Украйна и принуждава голяма част от куманите да се преселят на запад. Останалите кумани се заселват в кримските планини, докато на по-голямата част от полуострова се заселват татари. Придвижвайки се на север, Бату започва монголското нашествие в Киевска Рус и за 3 години присъединява към своите територии всички киевски княжества, докато неговите братовчеди, включително и бъдещият велик хан Мунке, се придвижват на юг към Алания.
Използвайки миграцията на куманите като повод за война, ордата на Бату, с помощта и на други монголски лидери, включително Орда, Кадан, Шайбан и Монгке, продължава нашествието на запад и нахлува в земите на днешните Полша и Унгария, където монголските сили побеждават в решителните битки при Лигница и р. Шайо.
Бату обаче, след смъртта на великия хан Угедей, спира експанзията и предприема бързо завръщане в Монголия, за да вземе участие в избирането на следващия велик хан. Монголски войски никога няма отново да стигнат толкова на запад. През 1242 г., след напускането на Унгария и разграбването на териториите на България, Бату основава своята столица Сарай Бату, разположена на долното течение на р. Волга. Малко преди това Бату и Шайбан – по-младият брат на Орда, получават свои обширни владения на изток от Урал по поречието на реките Об и Иртиш.
След смъртта на великия хан Монгке през 1259 г., последвалата война между Арик Боке и хан Кубилай маркира края на обединената Монголска империя. Войната между Златната орда на хан Берке – по-малкия брат на Бату и негов наследник, и Илханата на хан Хулагу, започва скоро след това през 1262 г. Златната орда се отделя като независима държава. Въпреки ислямизацията по време на хан Узбег, Ордата продължава да използва монголския език като единствен език, достоен за дипломатически преговори. Монголски символи са използвани от хановете до края на 14 век.

## Златен век
Населението на Златната орда е смесица от тюрки и монголци, които са приели ислям. По-голямата част от населението са тюрки: кумани, волжки прабългари и други. Постепенно монголците се превръщат в малка група управляващ елит, докато тюрките стават основното население. Монголците започват да бъдат наричани татари от киевски руси и европейците, за да бъдат разграничени. Руснаците продължават да използват това име до 20 век. По-голямата част на ордата – земеделци и номади, с времето започват да използват куманския език, който се превръща в регионален език след разпада на Ордата. Наследниците на Бату управляват Златната орда от Сарай Бату, а впоследствие – от Сарай Берке, контролирайки територии от р. Волга и Кавказките планини до устието на р. Дунав. Наследниците на Орда управляват територии от р. Урал до езерото Байкал.
Столица на Златната орда при Батъй става гр. Сарай Бату, близо до съвременния Астрахан. През първата половина на 14 век столицата е пренесена в Сарай Берке, основан от хан Берке (1255 – 1266), близо до съвременния Волгоград.

## Държавно устройство
Върховният ръководител на Ордата е ханът, избран от курултай измежду наследниците на Бату. Първият министър, също етнически монголец, е бил известен като „господар на господарите“. Министрите са наричани везири. Местните управители „баскаци“, са отговаряли за събирането на данъците и справянето с местното недоволство.
В ордата се развива уседнала, вместо номадска, култура с разрастването на Сарай в голяма метрополия. В началото на 14 век столицата е преместена в Сарай Берке, който се превръща в един от най-големите средновековни градове, с население от 600 хил. души.
Въпреки усилията на киевски руси да приобщят монголците към християнската вяра, те не изоставят своята религия до управлението на хан Узбег (1312 – 1341), който превръща исляма в държавна религия. Като се изключат убийствата на няколко киевски владетеля, монголците остават предимно толерантни към васалното руско население и дори освобождават Киевската православна църква от данъци.

## Васали и съюзници
В своя зенит Ордата събира годишни данъци от много народи – киевски руси, арменци, грузинци, черкези, алани, кримски гърци, кримски готи и други (вкл. българи и сърби). Християнските държави са считани за територии, които не заслужават вниманието на Ордата, докато продължават да плащат годишен данък. Тези васални държави никога не са присъединени към Ордата, а руските владетели още в ранните години на своя васалитет придобиват привилегията сами да събират годишния данък.
Монголците поддържат оживена търговия с генуезките търговски центрове на Черно море – Солдая, Кафа и Азак. Най-продължителен търговски партньор и съюзник на Ордата е мамелюкският Египет. Техният съюз датира от 1261 г., когато сформират съюз срещу Илханата на Хулагу.

## Разпад и падение
Черната смърт през 1340 г. е основен фактор, довел до падението на Синята орда. След опустошителното управление на Джанибек и последвалото му убийство през 1359 г. империята е въвлечена в разрушителна гражданска война. Започва период на упадък, в който всяка година се избира нов хан. (Бялата орда на хан Орда остава предимно незасегната от различни проблеми до края на 1370-те години.) През 1380-те години Хорезъм, Астрахан и Москва правят опити да се отделят от влиянието на Ордата, докато земите по долното течение на Днепър са анексирани от Литовското княжество след решителна победа в битката при река Синюха или известна като "битката при сините води". През 1368 г. Княжеството присъединява към териториите си и Полша, срещайки много слаба съпротива.
Мамай – татарски военачалник, който неформално държи властта, прави опит да възвърне татарската власт над Киевска Рус. През 1380 г. неговата войска е победена от Дмитрий Донски в Куликовската битка. Скоро след това Мамай е свален от власт.
През 1378 г. Тохтамъш – наследник на хан Орда и владетел на Бялата орда, навлиза с армия в териториите на Синята орда и ги анексира; така възстановява Златната орда като главна регионална сила. След поражението на Мамай, Тохтамъш прави опит да възстанови властта на Златната орда над Киевска Рус, като организира поход в киевски земи през 1382 г. Провежда обсада на Москва на 23 август, но московчаните отблъскват атаката с помощта на огнестрелни оръжия, използвани за пръв път в московската история. На 26 август двамата синове на Дмитрий от Суздал (поддръжник на Тохтамъш) – князете на Суздал и Нижни Новгород Василий и Семьон, убеждават московчаните да отворят градските порти, обещавайки им, че градът няма да пострада. Това позволява на войските на Тохтамъш да нахлуят вътре и да разрушат Москва, убивайки 24 хил. души.
Фатален удар над Ордата е нанесен от Тамерлан, който е владетел на Тимурската империя и разгромява армията на Тохтамъш, разрушава столицата му, ограбва кримските търговски центрове и изселва най-опитните занаятчии в своята столица Самарканд.
В началото на 15 век властта е в Едигу – везир, който разбива армията на Литовското княжество във великата битка на река Ворскла и основава Ногайската орда като свое лично владение. През 1440-те години Ордата отново е въвлечена в гражданска война. Но този път войната води до разпадането на Ордата на няколко ханства: Казанско, Астраханско, Сибирско и Кримско ханство.
Нито едно от тези ханства обаче не е по-силно от Московска Русия, която през 1480 отхвърля татарската власт. Впоследствие всяко едно от тези ханства е анексирано от княжеството, започвайки от Казанското и Астраханското ханство в средата на 16 век. До края на века Сибирското ханство също става част от Русия.
През лятото на 1470 г. (според други източници 1469) хан Ахмад организира нападение над Молдова, а впоследствие – и над Кралство Полша и Литовското княжество. На 20 август молдовските сили под водачеството на Стефан Велики побеждават татарите при битката при Липниц. Кралство Полша и Великото литовско княжество са обект на нападение в периода 1487 – 1491 г. от остатъците на Златната орда. Татарите достигат до Люблин в Централна Полша, където претърпяват пълно поражение.
Кримското ханство става васал на Османската империя през 1475 г. и успява да присъедини към териториите си остатъците от Златната орда до 1502 г. Кримските татари сеят разрушение в Южна Русия, Украйна и дори Полша в периода на 16 и началото на 17 век, но не успяват да победят Русия или да превземат Москва. Под защитата на Османската империя Кримското ханство продължава своето съществуване, докато е анексирано от Екатерина Велика на 8 април 1783 г. Така то се превръща в най-дълготрайното ханство наследник на Златната орда.

## Ханове
- Батъй (1237 – 1256)
- Сартак (1256 – 1257)
- Улагчи (1257)
- Берке (1257 – 1266)
- Ногай (1261 – 1299) – беклярибек
- Менгу Тимур (1266 – 1282) – при него започва генуезката колонизация на Крим
- Туда Менгу (1282 – 1287)
- Тула Буга (1287 – 1291)
- Гийас уд-Дин Тохта (1291 – 1312)
- Гийас уд-Дин Мухаммад Узбек (1312 – 1342)
- Тинибек (1342)
- Джалал уд-Дин Махмуд Джанибек (1342 – 1357) – през 1356 предприема опит да завоюва територията на Азербайджан и Иран
- Мухаммад Бирдибек (1357 – 1359)
- Кулпа (1359)
- Мухаммад Наурузбек (1359 – 1361)
- Кильдибек (1360 – 1362)
- Хизър (1360)
- Мюрид (1360 – 1363)
- Орду Мелик (1361)
- Тимур Ходжа (1361)
- Азиз Шейх (1364 – 1367)
- Алибек (1374 – 1375)
- Гийас уд-Дин Каганбек (1375)
- Арабшах (1377 – 1378)
- Мамай (1361 – 1380) – беклярибек (не е пряк потомък на Чингиз хан, тоест не е „чингизид“), управлява „от името на ...“ (т.е. по пълномощие)
- Абд Уллах (1361 – 1370)
- Гийас ад-Дуния уа-д-Дин Мухаммад Булак (1370 – 1377)
- Тулак (1377 – 1380)
- Тохтамъш (1375 – 1378), (1380 – 1395)
- Идигу (1376 – 1389), (1391 – 1409) – беклярибек
- Тимур Кутлуг (1395 – 1399)
- Гийас уд-Дин Шадибек (1399 – 1407)
- Пулад (1409 – 1411)
- Тимур (1411 – 1412)
- Джалал уд-Дин (1412 – 1413)
- Карим Бирди (1413 – 1414)
- Джаббар Гирей Бирди (1414 – 1418)
- Кадыр Бирди (1418 – 1421)
- Улу Мухаммад (1419 – 1420), (1421 – 1423), (1426 – 1437)
- Гийас уд-Дин Даулат Бирди (1420 – 1421)
- Гийас уд-Дин (1421 – 1423)
- Барак (1423 – 1426)
- Кючюк Мухаммад (1428 – 1459)
- Махмуд (1459 – 1465)
- Ахмад (1465 – 1481)
- Муртаза (1481 – 1485), (1487 – 1491)
- Сайид Ахмад (1485 – 1487)
- Шейх Ахмад (1491 – 1502)
- Хаджи Мухаммад (1514 – 1516)

## Наследници
Наследници на Златната орда са:
- Кримското, Казанското, Астраханското и Сибирското ханства, както и
- ногайските орди, номадстващи на територията от Дунав до Иртиш.

Чак до 18 век продължават разорителните набези на кримските татари и ногайците на граничните територии на Русия и Полша.